# Mushikiri
Mushikiri (Kinyarwanda Umurenge wa Mushikiri) ist einer von 12 Sektoren im Distrikt Kirehe in der Ostprovinz von Ruanda.

## Geographie
Mushikiri hat eine Fläche von 94,9 km² und liegt auf einer Höhe von etwa 1520 m. Der Sektor unterteilt sich in die fünf Zellen Bisagara, Cyamigurwa, Rugarama, Rwanyamuhanga und Rwayikona. Nachbarsektoren sind im Nordosten Nasho, im Osten Nyarubuye, im Süden Kigina, im Südwesten Kirehe, im Westen Murama und im Nordwesten Rukira.

## Bevölkerung
Zur Volkszählung von 2022 betrug die Einwohnerzahl 32.841. Zehn Jahre zuvor waren es 28.031, was einem jährlichen Bevölkerungszuwachs von 1,6 Prozent zwischen 2012 und 2022 entspricht.

## Verkehr
Durch den Norden des Sektors verläuft eine District Road.